# توبوليف تو -1
توبوليف تو-1 نموذج أولي لطائرة مقاتلة ليلية سوفييتية المنشأ طورت من القاذفة تو-2 وحلقت لأول مرة بعد نهاية الحرب العالمية الثانية. ألغي تطوير هذه المقاتلة عند خروج محركات ميكولين أي أم 43 في التجريبية من الخدمة.

## تطوير الطائرة
طلبت قيادة الاتحاد السوفييتي من مكتب توبوليف تعديل الطائرة تو-2 لتقوم بمهام قاذفة نهارية فائقة السرعة على غرار طائرة دي هافيلاند موسكيتو التي أدهش أداؤها القيادة السوفييتية. أطلق على هذا التعديل اسم ANT-63.
طلبت السلطات السوفييتية تعديلا جديدا على الطائرة في شهر فبراير 1946 تحمل بموجبه طاقمًا من 3 أشخاص ورادارا جويا. سمي هذا التعديل ANT-63P قبل أن يغير الاسم لاحقًا إلى توبوليف تو-1.
زودت الطائرة بمحركات ميكولين أي إم 43 التجريبية، كما زودت بجهاز راديو.
سلح النموذج برشاشين من عيار 45 ملم تحت مقدمة الطائرة سعة خزان كل مدفع 50 طلقة ومدفعين من عيار 23 ملم في جذر الجناحين سعة مخزن كل منهما 130 طلقة. زود مشغل الرشاش الخلفي برشاش عيار 12.7 ملم و 200 طلقة، واحتوت الطائرة على مخزن قنابل داخلي يسع 1000 كلغ من القنابل.
حلقت الطائرة لأول مرة في 22 مارس 1947، بقيت الطائرة تخضع لاختبارات متعددة حتى 3 أكتوبر  أو 3 نوفمبر 1947.  اختلفت المصادر حول تزويد هذه الطائرة بجهاز الرادار، فبينما يورد بيل جونستون أن نسخة سوفيتية من الرادار الألماني طراز فوغ 220 ليكتنستاين قد تم تركيبها أثناء فترة الاختبارات على الطائرة،  يدعي يفيم غوردون عدم تركيب أي رادار عليها، وأن مكتب توبوليف لم يتمكن من إجراء كافة التجارب التي طلبتها القيادة السوفييتية.
لم تدخل الطائرة مرحلة الإنتاج التسلسلي لأن محركات ميكولين لم تكن جاهزة للإنتاج، وأنتجت منها نسخة وحيدة فقط.

## المواصفات
البيانات من Gordon, OKB Tupolev: A History of the Design Bureau and its Aircraft
الخصائص العامة
- طاقم: 3
- طول: 13.6 م (44 قدم 7 بوصة)
- باع الجناح: 18.86 م (61 قدم 11 بوصة)
- ارتفاع: 3.32 م (10 قدم 11 بوصة)
- مساحة الجناح: 48.8 م2 (525 قدم2)
- جناح حامل: الجذر:  TsAGI-40 (13.75%) ; الطرف: TsAGI-40 (9.9%)[3]
- الوزن فارغة: 9,460 كـغ (20,856 رطل) [2]
- الوزن الإجمالي: 12,755 كـغ (28,120 رطل)
- وزن الإقلاع الأقصى: 14,460 كـغ (31,879 رطل) [2]
- محركات: 2 × ميكولين أي إم 43 في محرك مكبسي ب 12 اسطوانة, 1,454 كـو (1,950 حصان) الواحد
- مراوح: 4-ريشة مراوح ذات سرعة ثابتة

أداء
- السرعة القصوى: 641 كم/س (398 ميل/س؛ 346 عقدة)
- مدى: 2,250 كـم (1,398 ميل؛ 1,215 nmi)
- سقف الخدمة: 11,000 م (36,089 قدم)
- الحمل على الجناح: 261.37 كـغ/م2 (53.53 رطل/قدم2)

تسليح

- مدفع رشاش: 

  - 2× مدفع نودلمان سورانوف عيار 45 ملم
  - 2× رشاش بيريزين عيار 12.7 ملم
- القنابل: حتى 1,000 كـغ (2,200 رطل) من القنابل